# Ken Hensley
Kenneth William David "Ken" Hensley, född 24 augusti 1945 i Plumstead i Greenwich i London, död 4 november 2020 i Agost i provinsen Alicante i Spanien, var en brittisk organist, mest känd som medlem i rockbandet Uriah Heep. Förutom orgel (Hammond B3) spelade Hensley alla möjliga instrument på Uriah Heeps skivor, från piano, flygel, cembalo och gitarr till klockspel. Dessutom medverkade han på sång i några låtar (till exempel Lady in Black och Paradise) och komponerade de flesta av gruppens låtar.

## Biografi
Hensley föddes i sydöstra London men växte upp i Stevenage i Hertfordshire. Han var med i Uriah Heep från starten 1969 på förslag från dess manager Gerry Bron, som tyckte att soundet skulle förbättras med orgel. Hensley hade tidigare spelat tillsammans med trummisen Lee Kerslake i The Gods (där för övrigt även Mick Taylor och Greg Lake medverkade), men spelade för tillfället i Toe Fat.
Under sin tid i Uriah Heep medverkade Hensley även på två skivor som knappt är ihågkomna av nutiden. Dels den självbetitlade skivan Weed (1971) tillsammans med tyska musiker från gruppen Virus, dels skivan Orgasm av Head Machine tillsammans med bland andra Lee Kerslake samt John och Brian Glasscock som spelat med Hensley tidigare i The Gods. Av kontraktsmässiga skäl kunde han inte vara med under eget namn utan spelade under pseudonym, men kompositionerna och sångrösten bär tydligt Hensleys prägel, och på Head Machine finns låten You Tried to Take It All som tidigare getts ut av Toe Fat efter att Hensley lämnat gruppen och då tillskrivits dess ledman Cliff Bennett. Man kan anta att låtens medverkan på skivan var menad som en känga till Bennett.
Under sin tid med Uriah Heep hann Hensley förutom gruppens 13 skivor under de 10 åren, samt Weed och Orgasm också ge ut tre soloalbum: Proud Words on a Dusty Shelf (1973), Eager to Please (1975) och Free Spirit (1980).
När Hensley efter en dispyt om ny sångare lämnade Uriah Heep 1980 tycks han ha gjort en time-out under några år innan han blev medlem i Blackfoot 1983 där han medverkade på två av sina fans mindre uppskattade skivor, Siogo (1983) och Vertical Smiles (1984).
Under lång tid var Hensley sedan borta från rampljuset, men medverkade som gästartist på några skivor med bland annat Cinderella, Ozzy Osbourne och Blackie Lawless från W.A.S.P.. Mot mitten av 1990-talet gavs ett antal samlingsskivor med Hensley ut och fansen började återigen fråga om han inte skulle spela in en ny skiva. I början av 2000-talet har han gett ut nya skivor och turnerat, bland annat tillsammans med John Lawton som varit sångare i Uriah Heep på slutet av 1970-talet, samt John Wetton som även han varit med i Uriah Heep.
Hensley hade i början av 1970-talet en speciell teknik med sin orgel, inte helt olik den hos Jon Lord i Deep Purple men mer med inslag av blues och soul än Lords mer klassiskt influerade spelstil. När David Byron lämnade Uriah Heep och ersattes av Lawton 1976 bytte gruppen sound. Istället för de tunga orglarna introducerade Hensley nu det elektroniska keyboardet (Solina stråkmaskin) i hårdrocken, något som måste ses som något av en milstolpe i hårdrockens historia. Blackie Lawless sade en gång om Hensley, när denne skulle medverka på hans skiva The Headless Children (1989) att i hans ögon har Hensley skrivit handboken för keyboards i heavy metal ("Ken Hensley wrote the rule book for heavy metal keyboards as far as I'm concerned").

## Diskografi, solo
- 1973 – Proud Words on a Dusty Shelf
- 1975 – Eager to Please
- 1980 – Free Spirit
- 1990 – The Best of Ken Hensley
- 1994 – From Time to Time
- 1999 – A Glimpse of Glory
- 2000 – Ken Hensley Anthology
- 2002 – Running Blind
- 2003 – The Last Dance
- 2004 – The Wizard's Diary
- 2005 – Cold Autumn Sunday
- 2006 – Elements - Anthology 1968 To 2005
- 2006 – Inside the Mystery
- 2007 – Blood on the Highway